# Apomachaerota reticulata
Apomachaerota reticulata är en insektsart som beskrevs av Schmidt 1907. Apomachaerota reticulata ingår i släktet Apomachaerota och familjen Machaerotidae. Inga underarter finns listade i Catalogue of Life.